# Muzej Jadra
Muzej Jadra je ustanova kulture koja se nalazi u gradu Loznici. Otvoren je 14. septembra 1987. godine, prilikom obeležavanja dva veka od rođenja Vuka Stefanovića Karadžića.
Stalna postavka Muzeja Jadra pokriva rad tri opštine - Mali Zvornik, Ljubovija, Krupanj i grad Loznica.

## Istorija
Samoupravna interesna zajednica kulture Opštine Loznica je 24. maja 1984. godine donela Odluku o formiranju Osnivačkog odbora Muzeja u želji da se bogata istorijska prošlost Jadra sačuva, da se prikupe narodne tvorevine i zabeleže običaji. Obavljanje stručnih muzeoloških poslova povereno je Istorijskom muzeju Srbije u Beogradu, koji je prihvatio obavezu da uradi stalnu postavku.
Skupština Opštine Loznica je 30. juna 1986. godine donela Odluku o osnivanju Muzeja Jadra u Loznici, a u decembru iste godine i Odluku o proglašavanju zgrade "Stara apoteka" u Loznici za kulturno dobro, jer po svojim svojstvima predstavlja najlepši primerak gradske arhitekture u tom delu Srbije.
Naredne godine stručni radnici Muzeja Jadra i Istorijskog muzeja Srbije rade na sistematskom prikupljanju predmeta i popunjavanju muzejskih fondova. Formirane su: arheološka, istorijska, etnološka i numizmatička zbirka, kao i odeljenje za muzejsku dokumentaciju.

## Postavka
Muzej Jadra je kompleksnog tipa i sadrži predmete iz svih oblasti života i rada ljudi koji su živeli na prostoru Jadra, od praistorije do 1950. godine.
Formirane zbirke su sa godinama obogaćivane tako da sada arheološka zbirka poseduje 171 predmet, etnološka 410, istorijska 516, numizmatična 195, zbirka ordenja 39 i preko 1500 dokumenata i fotografija.
Od 2017. godine, u Muzeju Jadra je  za posetioce izložen monoksil koji je 2011. godine pronađen na obali reke Drina u selu Jelav. Analiza starosti monoksila je pokazala da je čamac nastao u periodu od 1695. do 1914. godine.
U prostorijama Muzeja Jadra se priredi oko 10 izložbi godišnje u pojedinačnom trajanju od 10 do 12 dana.

## Spoljašnje veze
- Muzej Jadra